# Ismael de la Quintana
Ismael de la Quintana Elías (Ica, 15 de junio de 1845 - Lima, 9 de noviembre de 1925) fue un abogado, empresario y político peruano.

## Biografía
Nació en Ica en 1845, hijo de Juan de Dios de la Quintana Pedemonte y Mercedes Elías Carbajo. Sobrino del presidente Domingo Elías, primo del político Carlos María Elías de la Quintana y descendiente de los Marqueses de Soto Hermoso.
Estudió derecho en la Universidad Nacional Mayor de San Marcos. 
Sirvió en las legaciones del Perú en Brasil, Argentina y Uruguay. 
Se casó con Ángela Cichero Danely y, entre sus nietos, se encuentran el reconocido empresario minero peruano Alberto Benavides de la Quintana. 
En 1890 fundó la Hacienda Huamaní en Ica.  

### Diputado
Diputado por Ica en los periodos 1886-1889, 1889-1891 y 1892-1894.

### Ministro de Hacienda
Se desempeñó como Ministro de Hacienda en el gobierno de Remigio Morales Bermúdez. Fue parte del gabinete de Mariano Nicolás Valcárcel.